# Familjen Addams återförenas
Familjen Addams Återförenas (engelska: Addams Family Reunion) är en amerikansk komedi från 1998, och den tredje och sista delen i Addams-trilogin.
I den här filmen har alla skådespelare utom Carel Struycken och Christopher Hart bytts ut. Filmen släpptes direkt till VHS och har i dagsläget inte släppts på DVD. Filmen utkom den 22 september 1998.

## Handling
Gomez får ett efterlängtat paket på posten, som innehåller en bok om hela hans släkts historia. Alla har de längtan att uppehålla kontakten med släkten... blod är ju trots allt tjockare än vatten. Farmor och farfar Addams har fått en sjukdom som gör dem mer och mer normala, vilket Gomez och Morticia definitivt vill få ett slut på! Vad är då bättre än att tillbringa tid med den verkligt onormala släkten Addams på en släktträff? Men då sker ett missförstånd, Addams stavades bara med ett "d" på inbjudningskortet, så den skräckälskade familjen hamnar på en släktträff för familjen Adams, en normal och tråkig släkt.

## Rollista (i urval)
| Daryl Hannah     | – Morticia Addams          |
| Tim Curry        | – Gomez Addams             |
| Patrick Thomas   | – Uncle Fester             |
| Ed Begley Jr.    | – Dr. Philip Adams         |
| Carel Struycken  | – Lurch                    |
| Christopher Hart | – Thing                    |
| Alice Ghostley   | – Granny Frump (Grandmama) |
| Nicole Fugere    | – Wednesday Addams         |
| Jerry Messing    | – Pugsley Addams           |
| Kevin McCarthy   | – Grandpa Adams            |
| Estelle Harris   | – Grandma Adams            |
| Haylie Duff      | – Gina Adams               |

### Fotnoter
1. ↑  ”Addams Family Reunion” (på engelska). TV Noop. 22 september 1998. Arkiverad från originalet den 4 november 2016. https://web.archive.org/web/20161104014936/http://www.tvnoop.com/movies/49896-addams-family-reunion. Läst 3 november 2016.